# Зертас
Зертас (каз. Зертас, до 1992 г. — Галкино) — село в Толебийском районе Туркестанской области Казахстана. Административный центр Зертасского сельского округа. Находится примерно в 9 км к северу от центра города Ленгер. Код КАТО — 515843100.

## Население
В 1999 году население села составляло 3913 человек (1991 мужчина и 1922 женщины). По данным переписи 2009 года, в селе проживало 4346 человек (2240 мужчин и 2106 женщин).